# Cryphia stictica
Cryphia stictica är en fjärilsart som beskrevs av Ménétriés 1859. Cryphia stictica ingår i släktet Cryphia och familjen nattflyn. Inga underarter finns listade i Catalogue of Life.